# Synergus ibericus
Synergus ibericus é uma espécie de insetos himenópteros, mais especificamente de vespas pertencente à família Cynipidae.
A autoridade científica da espécie é Tavares, tendo sido descrita no ano de 1920.
Trata-se de uma espécie presente no território português.